# 魏岗乡
魏岗乡，是中华人民共和国河南省信阳市潢川县下辖的一个乡镇级行政单位。

## 行政区划
魏岗乡下辖以下地区：
郝楼村、程寨村、邓店村、张楼村、新集村、顺河村、彭寨村、和平村、双围村、邬桥村、余店村、毛围村、集镇村、牛岗村、辛店村、高楼村、杨围孜村、胡围孜村、凤淮村、柳店村和靠山集村。